# Parc Kellermann
Parc Kellermann je veřejný park, který se nachází na jihu Paříže ve 13. obvodu. Park byl vybudován mezi boulevardem Kellermann a městským okruhem a jeho rozloha činí 5,6 ha. Byl zřízen po první světové válce na místě zrušených městských hradeb a bývalém korytu řeky Bièvry.
Jeho zahrady se rozkládají na třech úrovních a jsou propojeny potokem stékajícím po kaskádách. Park má také dětské hřiště a sportoviště.
Park je pojmenován po francouzském maršálovi F. Ch. Kellermannovi.